# Stockville (Nebraska)
Stockville es una villa ubicada en el condado de Frontier en el estado estadounidense de Nebraska. En el Censo de 2010 tenía una población de 25 habitantes y una densidad poblacional de 36,84 personas por km².

## Geografía
Stockville se encuentra ubicada en las coordenadas 40°32′1″N 100°23′4″O / 40.53361, -100.38444. Según la Oficina del Censo de los Estados Unidos, Stockville tiene una superficie total de 0.68 km², que corresponden a tierra firme.

## Demografía
Según el censo de 2010, había 25 personas residiendo en Stockville. La densidad de población era de 36,84 hab./km². De los 25 habitantes, Stockville estaba compuesto por el 96% blancos, el 4% eran de otras razas y el 0% pertenecían a dos o más razas. Del total de la población el 4% eran hispanos o latinos de cualquier raza.